# Otto Hübener

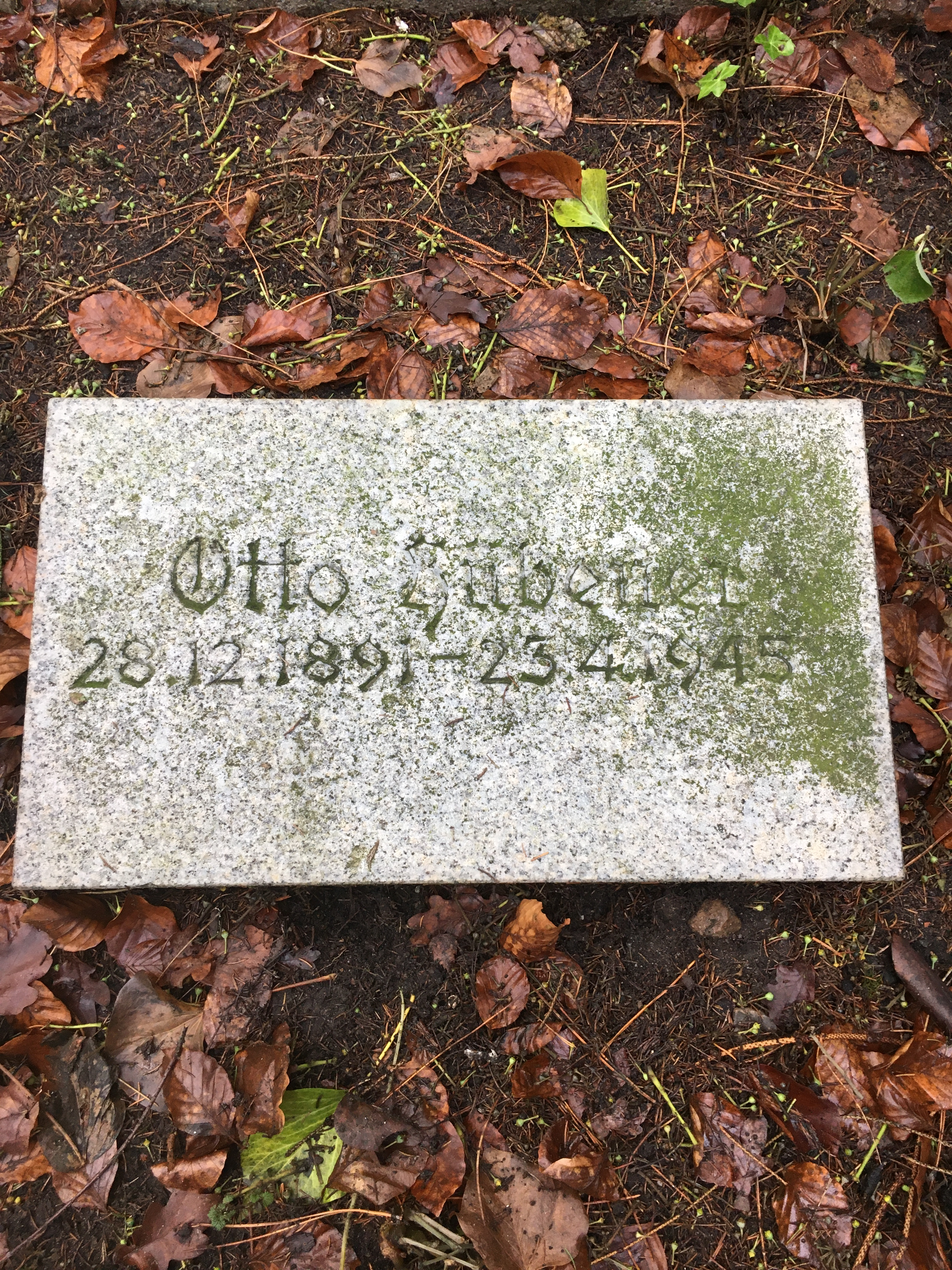
Grabstätte Otto Hübener, Friedhof Ohlsdorf, Hamburg

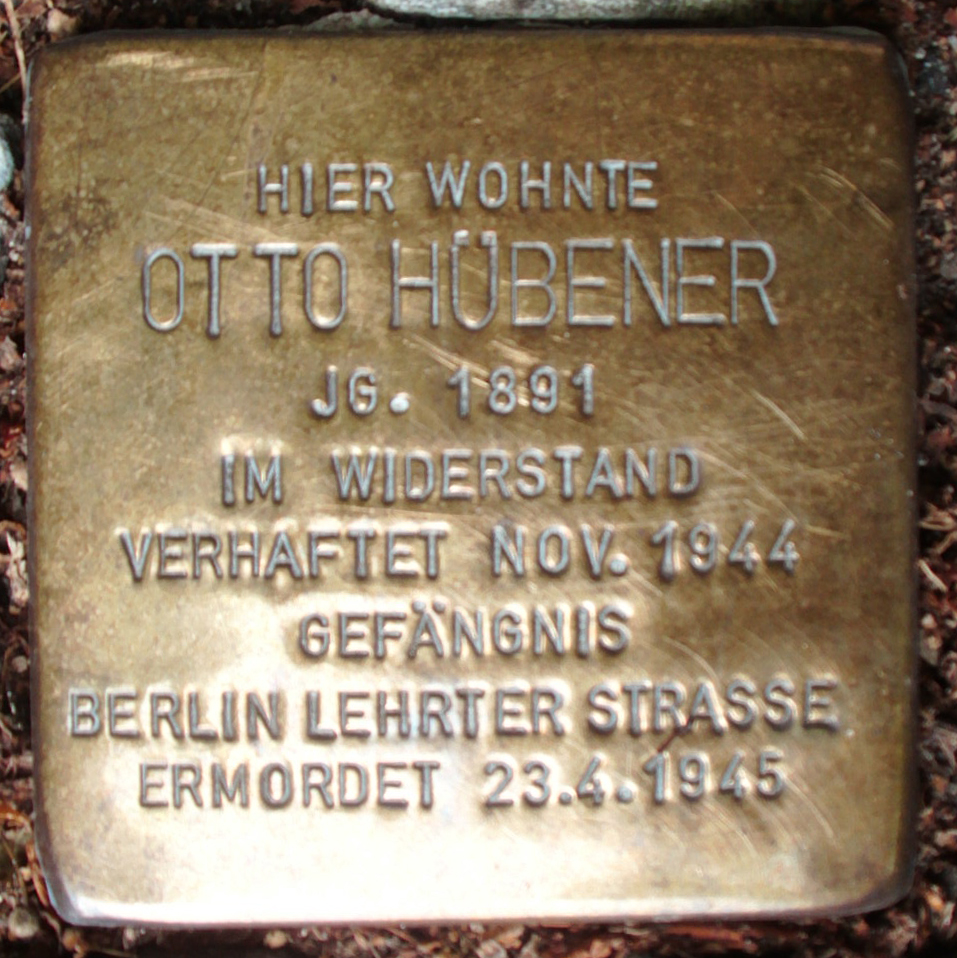
Stolperstein Otto Hübener in Hamburg-Nienstedten

Ernst Otto Hübener (* 28. Dezember 1891 in Uhlenhorst; † 23. April 1945 in Berlin) war ein deutscher Versicherungskaufmann und Widerstandskämpfer gegen den Nationalsozialismus.

## Leben

### Gründung der Versicherungsmakler Jauch & Hübener
Otto Hübener, Sohn des Rechtsanwalts Otto Hübener, lernte vor dem Ersten Weltkrieg in London den Kaufmann und Rittmeister d. Res. Walter Jauch kennen und gründete mit ihm, als Leutnant der Reserve aus dem Krieg zurückgekehrt, 1919 die Versicherungsmakler- und Rückversicherungsmaklerfirma Jauch & Hübener in Hamburg. Jauch & Hübener wurden bald die bedeutendsten Versicherungs- und Rückversicherungsmakler des Kontinents.

### Verbindungen zu Widerstand
Jauch & Hübener hatten schon zu Beginn der NS-Zeit einen Beauftragten des Geheimen Staatspolizeidienstes zugeordnet bekommen, weil man in NS-Kreisen Zweifel an ihrer politischen Zuverlässigkeit hegte. Hübener selbst war bereits 1934 im Rahmen des „Röhm-Putsches“ von der Gestapo verhaftet worden. Nach dem Attentat vom 20. Juli 1944 wurde er mehrfach ohne Ergebnis verhört.
Gegenstand der Ermittlungen waren auch Beziehungen von Jauch & Hübener zum militärischen Widerstand. Walter Jauchs angeheirateter Cousin war Hans Oster, Generalmajor und Stabschef der militärischen Abwehr unter Admiral Canaris. Über diesen hatten Jauch & Hübener Kontakt zu dessen unmittelbarem Mitarbeiter Hans von Dohnanyi, dem u. a. finanzielle Transaktionen mit Jauch & Hübener vorgeworfen wurden.
Hübener wurde 1945 in Hamburg verhaftet. Am 7. April 1945 wurde Hans von Dohnanyi im KZ Sachsenhausen hingerichtet. Canaris, Oster und der Theologe Dietrich Bonhoeffer wurden am 9. April 1945 im KZ Flossenbürg hingerichtet. Hübener wurde ohne Gerichtsverhandlung am 21. oder 23. April 1945 in Berlin hingerichtet.

### Familiäres
Otto Hübener war seit 1920 mit Thecla Möring (1898–1990) aus Hamburg verheiratet und hatte zwei Söhne. Er war Besitzer des Landsitzes „In De Bost“ an der Elbe in direkter Nachbarschaft des Hirschparks. Beigesetzt wurde Hübener in der Familiengrabstätte auf dem Friedhof Ohlsdorf (Planquadrat AA 11, an der Norderstraße). 